# Michał Karaszewicz-Tokarzewski
Michał Karaszewicz-Tokarzewski (5. ledna 1893 Lvov – 22. května 1964 Casablanca) byl polský generál.

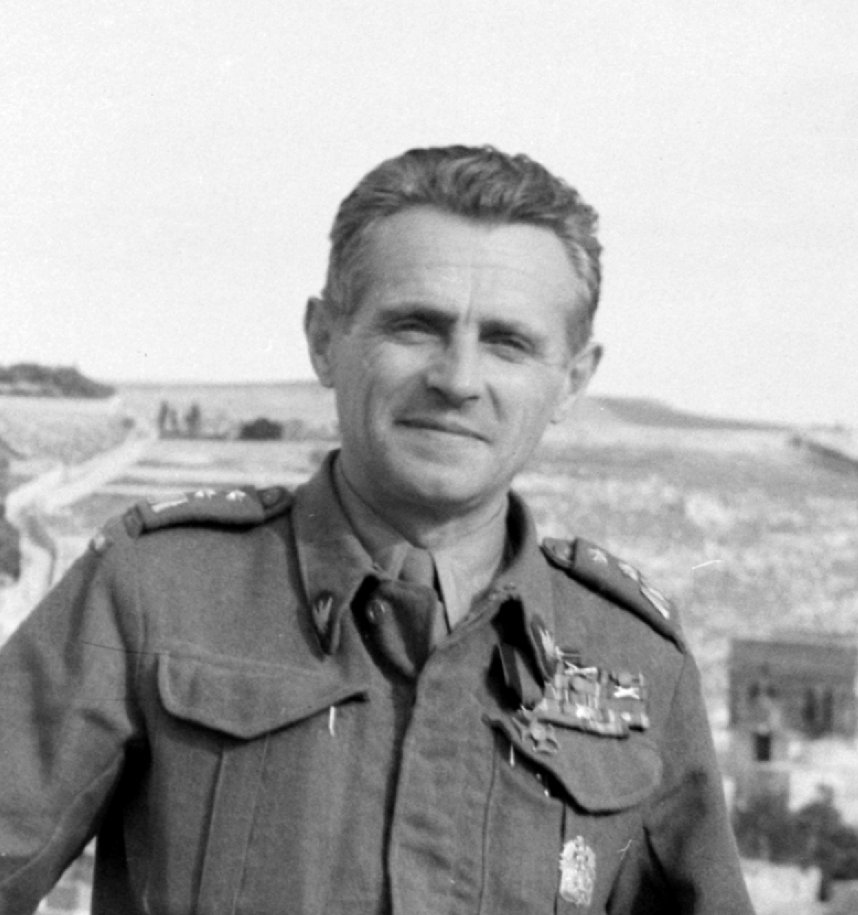
Michał Karaszewicz-Tokarzewski

Od roku 1914 sloužil v polských legiích. Za polsko-ukrajinské války velel 5. pěšímu pluku. Roku 1924 byl povýšen na brigádního generála. V letech 1924 až 1926 byl velitelem 19. pěší divize ve Vilně, následně byl velitelem 25. pěší divize v Kaliszi. Po německém vpádu v září 1939 velel operační skupině podřízené Armádě Pomoří. V roce 1940 byl zatčen NKVD. Po propuštění se stal velitelem polské 6. pěší divize v Sovětském svazu. Po válce zůstal v Anglii. Zemřel v roce 1964 v Maroku.